# Eugène de Mirecourt

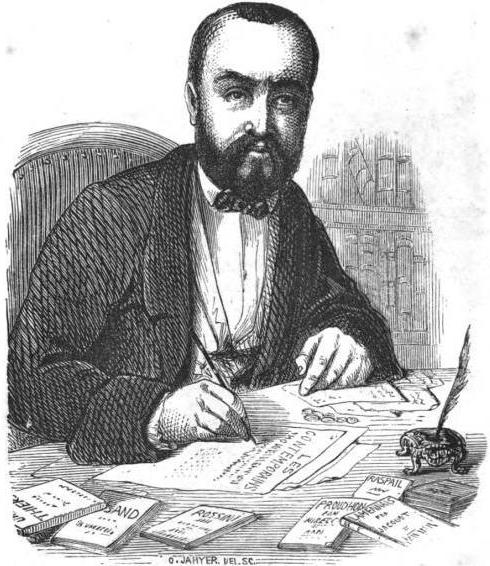
Eugène de Mirecourt (1856)

Eugène de Mirecourt (* 19. November 1812 in Mirecourt; † 13. Februar 1880 in Port-au-Prince) war ein französischer Schriftsteller und Biograph.

## Leben
Charles Jean-Baptiste Jacquot schrieb 1839–1840 unter dem Pseudonym Eugène de Mirecourt zusammen mit L. Leupol (1807–1896) ein dreibändiges Lothringen-Buch, das Aufsehen erregte. Dann wurde er zum Biographen seiner literarischen und weiteren Zeitgenossen. Mit seinen mehr als 100 oft reißerischen Biographien, die auf Enthüllungen abstellten, zog er sich zahlreiche Prozesse zu. Als er 1845 unter dem Titel Fabrique de romans. Maison Alexandre Dumas et Cie. Les marchands de nouveautés Alexandre Dumas den Älteren beschuldigte, seine Romane durch Ghostwriter (französisch „nègres“) schreiben zu lassen und ehrabschneidende Äußerungen über Dumas‘ Herkunft tat, wurde er zu einer Gefängnisstrafe von 6 Monaten verurteilt. Ab 1854 veröffentlichte er die Biographien unter dem Reihentitel bzw. Zeitschriftentitel Les Contemporains (Die Zeitgenossen). Portraits et silhouettes au XIXe siècle. 1857 schrieb Pierre Mazerolle gegen ihn das Buch Confession d'un biographe. Fabrique de biographies Maison E. de Mirecourt et Compagnie.
1872 trat Mirecourt in die Kongregation der Schulbrüder von Ploërmel ein, wurde nach Haiti gesandt und starb dort 1880 im Alter von 67 Jahren. Unter Mirecourts Namen verzeichnet die Bibliothèque nationale de France mehr als 700 Einträge.

## Werke

### Moderne Ausgaben
- (1854, 1869) Lacordaire. Éditions F. Douin, La Celle-Saint-Cloud 2013.
- (1856) Berlioz. La Flûte de Pan, Paris 1979.
- (1873) André, le sorcier. Hansebooks, GmbH Norderstedt 2016.
- Rosa Bonheur. Portrait. Pythéas, Vauvenargues 2022.

### Deutsch
- Napoleon III. nach dem Leben gezeichnet. 4 Bde.  Abelsdorff, Berlin 1861.
- Ninon de Lenclos. Die Memoiren einer vielbegehrten Frau. Hrsg. Herman Eiler. Weichert, Berlin 1912. (Einleitung von Joseph Méry)